# I'm Not Sorry
I'm Not Sorry is een nummer van de Britse indierockband The Pigeon Detectives uit 2007. Het is de derde single van hun debuutalbum Wait for Me.
"I'm Not Sorry" gaat over een giftige relatie. Het refrein gaat over een ruzie waarna beide partijen hun excuses aanbieden, maar toch vasthouden aan hun eigen gelijk. De plaat werd een hit in het Verenigd Koninkrijk en bereikte daar de 12e positie. Vervolgens werd het ook gebruikt in de games Burnout Paradise en UEFA Euro 2008.

## Tracklijst
- Cd-single

1. "I'm Not Sorry"
2. "Dick'ead"
3. "A Kick in the Shins" (demo)

- 7" versie 1

1. "I'm Not Sorry"
2. "Wouldn't Believe It" (demo)

- 7" versie 2

1. "I'm Not Sorry"
2. "I'm Always Right" (Live at Leeds Met)